# Nakano Seigō

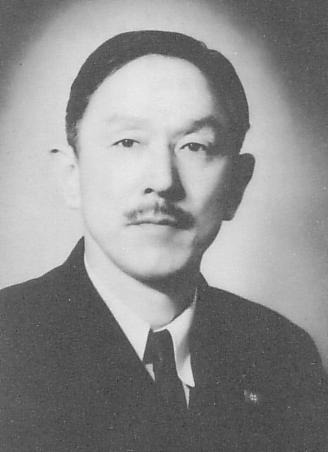
Nakano Seigō

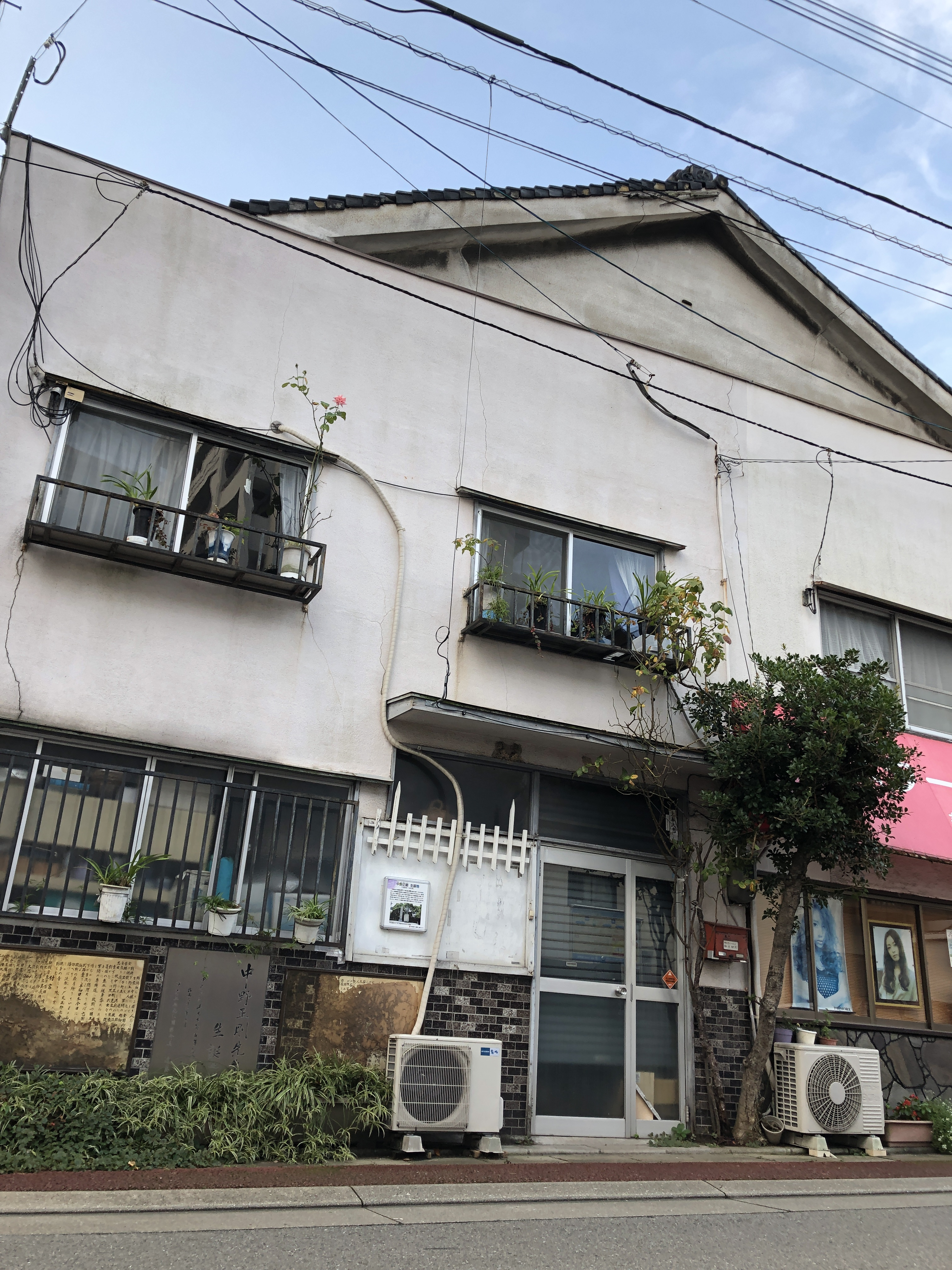
Geburtshaus Nakanos in Fukuoka

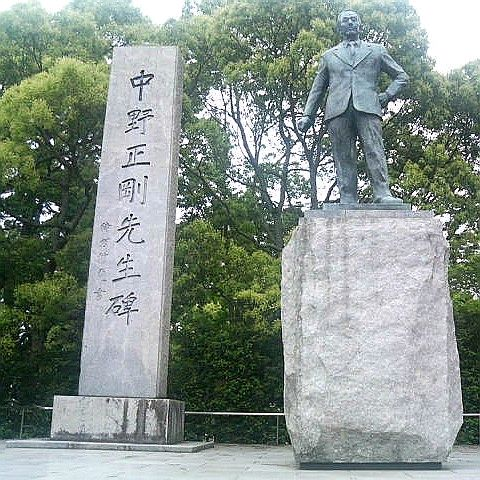
Standbild Nakanos in Fukuoka (Imagawa)

Nakano Seigō (japanisch 中野 正剛; geb. 12. Februar 1886 in Fukuoka (Nishiminatochō); gest. 27. Oktober 1943) war ein japanischer Politiker während der Taishō- und Shōwa-Zeit.

## Leben und Werk
Nakano Seigō wurde in Fukuoka im Hause seines Onkels als ältester Sohn des Nakano Taijirō (japanisch 中野 泰次郎) geboren. Seine Vorfahren hatten über Generationen dem Fukuoka-Clan als Seeleute gedient. Nach der Meiji-Restauration betrieb der Vater eine Pfandleihe, ein Gewerbe, gegen das sein Sohn seit seiner Kindheit eine tiefe Abneigung hegte. Unter den Gefährten seiner Grundschulzeit finden wir den späteren Journalisten und Politiker Ogata Taketora.
1903 änderte er seinen Vornamen Jintarō (japanisch 甚太郎) zu Seigō. Nach dem Besuch der Shūyūkan-Schule in Fukuoka begann er ein Studium der Politik und Wirtschaft an der Universität Waseda in Tokyo. Nach dem Abschluss arbeitete er als Journalist und gründete mehrere Zeitungen. 1913 heiratete er die Tochter des Philosophen und Schriftstellers Miyake Setsurei (1860–1945). Nakano wurde von 1920 an achtmal hintereinander in den Reichstag gewählt und war Mitglied des Kakushin-Clubs (japanisch 革新俱楽部), der Kenseikai, ab 1927 deren Nachfolgereinrichtung Rikken Minseitō. Er war für eine populistische Staatsführung und gegen eine Führung durch Eliten, wurde dann aber zunehmend vom rechten Flügel und dessen Lösungen der japanischen Probleme beeinflusst.
Als Vizeminister für Kommunikation im Kabinett Hamaguchi setzte er sich für eine Übernahme des Telefonsystems durch den Staat ein. Ab 1931 arbeitete er mit Adachi Kenzō zusammen an einem Versuch, eine Koalition zu bilden, um das 2. Wakatsuki-Kabinett zu stürzen.
Im Dezember 1932 verließ er die Rikken Minseitō und gründete zusammen mit Adachi Kenzō die „Nationale Liga“ (japanisch 国民同盟, Kokumin dōmei). 1936 verließ er diese Liga und gründete die „Vereinigung des Ostens“ (japanisch 東邦会, Tōhōkai). Während einer Europareise im Jahre 1937/38 kam es zu Begegnungen mit Benito Mussolini, Adolf Hitler und Joachim von Ribbentrop. Ungeachtet seiner Bewunderung für das nationalsozialistische Deutschland und seine Hoffnungen, Ähnliches für Japan und Ostasien zu gestalten, betonte er, dass sich weder der italienische Faschismus noch der Nationalsozialismus für die japanische Nation eigne. Sein Totalitarismus sollte auf einer organischen Einheit von Menschen aufbauen, die Ideale und Gefühle teilen. Nakano engagierte sich in der  „Bewegung für eine neue Struktur“ (japanisch 新体制運動, Shintaisei undō). 1940 wurde er Direktor der „Unterstützungsgesellschaft für die Kaiserliche Herrschaft“ (japanisch 大政翼賛会, Taisei Yokusankai), von der er hoffte, sie in eine totalitäres Organ zu verwandeln, das das Kabinett überflüssig machte. Nach den Unterhauswahlen 1942 zwang Tōjō Hideki alle Abgeordneten, der Nachfolgepartei Unterstützungsgesellschaft für die Kaiserliche Politik (japanisch 翼賛政治会, Yokusan Seijikai) beizutreten. Nakano trat aus Protest zurück.
1943 wurde Nakano wurde er als unabhängiger Kandidat in den Reichstag gewählt. Der Konflikt mit Tōjō Hideki hatte sich auch hinsichtlich der Fortführung der militärischen Expansion Japan verschärft. Nach der Niederlage der Marine in der Schlacht um Midway sprach er sich gegen eine überzogene Eroberungspolitik aus und hoffte auf Verhandlungen, in denen die eroberten Gebiete konsolidiert und weitere Opfer des japanischen Volkes vermieden würden. Schließlich wurde er wegen des Verdachts auf Umsturzpläne verhaftet. Man ließ ihn zwar bald wieder frei, verbot jedoch jegliche publizistische Tätigkeit und stellte ihn unter Hausarrest. Wenig später beging er Seppuku (Harakiri).